# Verwaltungsgemeinschaft Aidenbach
Die Verwaltungsgemeinschaft Aidenbach liegt im niederbayerischen Landkreis Passau und wird von folgenden Gemeinden gebildet:
1. Aidenbach, Markt, 3121 Einwohner, 17,10 km²
2. Beutelsbach, 1225 Einwohner, 20,39 km²

Sitz der Verwaltungsgemeinschaft ist Aidenbach.

## Geschichte
Der Verwaltungsgemeinschaft gehörte von der Gründung am 1. Mai 1978 bis 31. Dezember 1979 auch die Gemeinde Aldersbach an.